# Schwimm- und Sportverein Ulm 1846

Lo stemma sociale.

L'SSV Ulm 1846 (Schwimm- und Sportverein Ulm 1846) e.V. è una società polisportiva tedesca di Ulma, Baden-Württemberg
È una delle più antiche e grandi polisportive di Germania. I circa 9 500 membri della società praticano una ventina di sport diversi. L'ex sezione calcistica dal 2009 costituisce una società a sé stante, l'SSV Ulm 1846 Fussball.
I colori sociali sono nero e bianco. Le squadre della società vengono spesso chiamate con il soprannome Die Spatzen che è anche il soprannome per gli abitanti della città di Ulma.
Il presidente della società è Wilhelm Götz.

## Storia

### TSG Ulm 1846
La più antica società sportiva di Ulm nacque il 12 aprile 1846 con il nome di Turngemeinde Ulm e nel 1860 cambiò nome diventando Turnerbund 1846 Ulm.
Una parte della società si separò nel 1852 fondando il Turnverein Ulm. Tornò di nuovo alla Turngemeinde ma si separò nuovamente nel 1856. Dopo essersi ancora una volta unito alla Turngemeinde il Turnverein si staccò definitivamente dal Turnerbund nel 1868.
Nel 1939 il Turnerbund si fuse con l'Ulmer FV 1894, il Turnverein 1868 Ulm e la Sportvereinigung 1899 Ulm per formare il TSG Ulm 1846.

### 1. SSV Ulm
Nel 1922 la sezione di nuoto del Turnerbund Ulm si staccò formando il 1.Schwimmverein Ulm ("1." significa "primo"). Lo Sportverein Schwaben nel 1928 si unì al 1.Schwimmverein Ulm formando il 1.SSV Ulm.

### SSV Ulm 1846
Nel 1970 TSG Ulm 1846 e 1.SSV Ulm si unirono per formare l'SSV Ulm 1846.